# عبد الرزاق الهاشمي
عبد الرزاق قاسم الهاشمي (ولد في بغداد عام 1934 م) هو دبلوماسي عراقي سابق ووزير التعليم العالي ومستشار رفيع المستوى لصدام حسين.
تخرج عبد الرزاق الهاشمي من جامعة بوسطن في عام 1969. في عام 1974 كان جزءا من وفد إلى فرنسا للتفاوض بشأن شراء المفاعلات النووية.
قاد منظمة الصداقة والسلام والتضامن العراقية لمواجهة غزو العراق عام 2003 بدروع بشرية من المتطوعين.

## روابط خارجية
- صورة لصفحة من جريدة الوقائق العراقية لقرار إعفاء عبد الرزاق قاسم الهاشمي من منصب وزير التعليم العالي والبحث العلمي عام 1983